# Parti progressiste chinois
Le parti progressiste (進步黨, jìnbùdǎng) est un parti politique qui existe en Chine de 1913 à 1916.

## Origines
Le constitutionnalisme chinois est un mouvement né après la première guerre sino-japonaise (1894-1895). Un groupe de jeunes intellectuels chinois mené par Kang Youwei affirment alors que la défaite de la Chine est due à un manque d'institutions modernes et juridiques que le mouvement d'auto-renforcement avait échoué à installer. Ils considèrent que la récente montée des nouvelles puissances comme l'Allemagne, l'Italie, et le Japon coïncide avec leur adoption de constitutions. Avec une constitution comme base d'organisation sociale et politique, ils émettent l'hypothèse que les problèmes de la Chine peuvent être résolus. Tout comme les Nationalistes, ces constitutionnalistes connaissent de nombreux changements de nom après la fin de la réforme des Cent Jours de 1898.
La « société de protection de l'empereur » (保皇會, Baohuanghui) est fondée à Victoria au Canada le 20 juillet 1899 par Kang Youwei et Liang Qichao, des anciens de la réforme des Cent Jours qui ont été exilés après le coup du palais de l'impératrice douairière Cixi. L'empereur qu'ils prétendent protéger est Guangxu. En août 1900, ils financent le soulèvement de Tang Caichang à Hankou qui échoue lamentablement et les force à repenser leur stratégie. Aussi connus sous le nom d'« Association de réforme », ils doivent rivaliser avec le Tongmenghui hors-la-loi de Sun Yat-sen pour gagner l'influence et l'argent des Chinois de l'étranger. La politique du Baohuanghui est pour une monarchie constitutionnelle et des réformes pacifiques tandis que le Tongmenghui veut une république et une révolution. Dans ce respect, le Baohuanghui est plus populaire en raison de l’état d'esprit traditionnel qui déteste le désordre. Le soutien de Liang à des réformes pacifiques est assez flou, vacillant entre la violence et la réforme.
En 1908, Cixi et l'empereur meurent. Le groupe se renomme en « Parti constitutionnel » et est autorisé à agir en Chine. Il aide la Cour des Qing à organiser des assemblées provinciales et une Assemblée nationale en 1910. Il est, cependant, très déçu d'apprendre que ces assemblées n'ont que le pouvoir de conseiller. De plus, la rédaction de la constitution des Qing est une copie presque mot à mot de la constitution Meiji du Japon hormis sur le fait que l'empereur reçoit beaucoup plus de pouvoirs. Le nouveau système de cabinet consiste en des membres du clan Aisin Gioro, le rendant plus népotique qu'avant. Le 4 juin 1911, ils deviennent connus sous le nom d'« Amis de la constitution ».
Pendant le soulèvement de Wuchang, le premier politicien à rejoindre le camp des mutins est Tang Hualong, membre de l'assemblée de la province du Hubei. Exaspérés par des années de frustration, beaucoup de constitutionnalistes rejoignent la révolution chinoise de 1911, sauf exception notable de Kang Youwei qui reste loyal à l'empereur Puyi. En 1912, Liang retourne en Chine et le parti se renomme en Parti démocratique. Il arrive quatrième aux élections de l'Assemblée nationale derrière les Nationalistes, les Républicains, et les Partis unis.

## De la fondation à la dissolution
Les démocrates fusionnent avec le parti républicain et le parti de l'Unité pour former le Parti progressiste (進步黨) le 29 mai 1913. Ils ont ensemble 223 sièges à l'Assemblée. Les républicains sont largement financés par le président provisoire Yuan Shikai, qui n'est pas membre du parti. Ils sont un parti ultranationaliste et militariste. Le parti de l'Unité est dirigé par Zhang Binglin et représente les intérêts du service civil et de l'aristocratie terrienne chinoise. Les trois partis demandent tous un gouvernement national centralisé et fort, avec l'abolition des divisions locales et provinciales. Le vice-président Li Yuanhong devient président du parti mais le pouvoir réel est dans les mains de Liang Qichao. La politique du parti est nationaliste avec un fort gouvernement central, la liberté au travers de la loi, et une politique étrangère pacifique. En tant que second plus grand parti, il dépeint les Nationalistes rivaux comme des partisans de l'ochlocratie (le pouvoir de la foule).
Les progressistes supportent Yuan contre l'échec de la seconde révolution mais s'opposent à l'interdiction du parti nationaliste car certains de ses membres y ont pris part. L'expulsion des Nationalistes mène à la perte du quorum à l'Assemblée et Yuan ordonne sa dissolution, ce qui est également farouchement combattu par les progressistes.
Lorsque Yuan essaye de se faire couronner empereur, Liang convainc le gouverneur militaire du Yunnan, Cai E, de mener la guerre de protection de la nation contre Yuan. Liang concile la guerre avec l'attitude anti-révolutionnaire du parti en prétendant que ce n'est pas une révolution mais un effort de renverser la rébellion de Yuan contre la république. Les branches du parti progressiste s'agitent dans tout le pays pour renverser Yuan et le nombre de ses membres à l'Assemblée augmente considérablement. Le gouvernement de Yuan devient paralysé et il abandonne ses prétentions. La direction du parti est cependant divisée entre les factions pro- et anti-Yuan, ce qui provoque sa chute.

## La clique de recherche
Après la mort de Yuan, Li Yuanhong devient président et l'Assemblée nationale est rouverte. Le parti se scinde alors en deux factions : la clique de recherche sur la constitution de Liang et la clique de discussions sur la constitution de Tang Hualong. Liang soutient le projet du Premier ministre Duan Qirui de faire entrer la Chine dans la Première Guerre mondiale aux côtés des Alliés, contre les désirs du président Li, dans l'espoir de regagner les territoires perdus. Lorsque l'Assemblée est de nouveau dissoute durant la restauration mandchoue de 1917 (à laquelle Kang Youwei prend part), plusieurs ex-progressistes rejoignent le mouvement de protection de la constitution de Sun Yat-sen. Liang et ses partisans refusent de le rejoindre car ils pensent qu'un gouvernement rival est une menace pour l'intégrité de la Chine et que le mouvement est lui-même inconstitutionnel parce qu'il s'agit d'un gouvernement militaire.
Après s'être réuni avec la faction de Tang, Liang participe avec ce qui reste de son parti nommé clique de recherche aux élections de 1918 pour établir une nouvelle Assemblée mais se place troisième derrière le club Anfu de Duan Qirui et la clique des Communications de Liang Shiyi. Tang est assassiné à Victoria au Canada le 1er septembre par un membre du parti révolutionnaire chinois. Peu de temps après la conférence de paix de Paris, Liang se retire de la politique mais la clique de recherche reste toujours influente dans le gouvernement de Beiyang jusqu'au coup de Pékin de 1924. Mao Zedong les appelle les « démocrates non-révolutionnaires ».

## L'après-Liang
Sans Liang, plusieurs membres créent le Parti constitutionnaliste démocratique (民主憲政黨), mais ils sont basés aux États-Unis et n'ont que très peu d'influence sur la politique chinoise. En Chine, Zhang Junmai fonde en 1931 la Société de renaissance nationale (再生社) qui est suivie en 1932 par le Parti socialiste national chinois (中國國家社會黨) qui mélange le réformisme de Liang avec les Trois principes du peuple de Sun Yat-sen. Ils sont très déçus de l'installation par Tchang Kaï-chek d'une dictature personnelle et de voir que les Nationalistes ignorent leurs principes démocratiques. Opposé autant à ceux-ci qu'au Parti communiste chinois, ils ont pour objectif de devenir la troisième force politique chinoise et créent pour cela une myriade de petits partis démocratiques qu'il réunissent au sein de la Ligue démocratique de Chine. Celle-ci demande l'adoption d'une constitution et la réconciliation entre les Communistes et les Nationalistes, surtout après l'incident de la Nouvelle Quatrième armée.
Lorsque la ligue commence à devenir pro-communisme, les socialistes nationaux se retirent et fusionnent avec les constitutionnalistes démocrates le 15 août 1946 pour former le Parti socialiste démocratique chinois (en) (中國民主社會黨). Ils fuient à Taïwan à la fin de la guerre civile chinoise et, avec les Nationalistes et le Parti de la jeunesse chinoise (en) (中國青年黨), ils sont les seuls partis autorisés pendant des décennies. À Taïwan, ils émettent les mêmes critiques modérées qu'ils faisaient depuis leur création. Les socialistes démocrates perdent tous leurs sièges au Yuan législatif et à l'Assemblée nationale après l'introduction d'élections libres et équitables dans les années 1980. En République populaire de Chine, la Ligue démocratique de Chine continue d'exister en tant que composant du Front uni (en).

## Impact
Depuis leur création politique en 1899, les constitutionnalistes sont constamment impuissants dans leurs efforts de réformer les gouvernements autoritaires. Leur approche politique modérée est critiquée pour avoir donné aux dictatures l'apparence d'une démocratie légitime multipartite. En raison de leur nature anti-confrontation, ils sont plus un parti plaignant qu'un véritable parti d'opposition. La seule fois où ils se sont montrés réellement efficaces fut quand ils ont abandonné la réforme pour une révolution durant la guerre de protection de la nation.

## Source
- (en) Cet article est partiellement ou en totalité issu de l’article de Wikipédia en anglais intitulé « Progressive Party (China) » (voir la liste des auteurs).